# Birmingham City Football Club 2019-2020
Questa voce raccoglie le informazioni riguardanti il Birmingham City Football Club nelle competizioni ufficiali della stagione 2019-2020.

## Maglie e sponsor
| Casa | Trasferta | Terza divisa |

Sponsor ufficiale: BoyleSports
Fornitore tecnico: Adidas

## Rosa
Aggiornata al 3 marzo 2020.
| N. |                             | Ruolo | Calciatore             |
| -- | --------------------------- | ----- | ---------------------- |
| 1  | Irlanda del Nord (bandiera) | P     | Lee Camp               |
| 2  | Inghilterra (bandiera)      | D     | Wes Harding            |
| 3  | Danimarca (bandiera)        | D     | Kristian Pedersen      |
| 4  | Inghilterra (bandiera)      | D     | Marc Roberts           |
| 5  | Francia (bandiera)          | D     | Maxime Colin           |
| 6  | Paesi Bassi (bandiera)      | C     | Maikel Kieftenbeld     |
| 7  | Inghilterra (bandiera)      | C     | Daniel Crowley         |
| 8  | Inghilterra (bandiera)      | C     | Craig Gardner          |
| 10 | Inghilterra (bandiera)      | A     | Lukas Jutkiewicz       |
| 11 | Francia (bandiera)          | A     | Jérémie Bela           |
| 12 | Inghilterra (bandiera)      | D     | Harlee Dean (capitano) |
| 14 | Inghilterra (bandiera)      | D     | Jake Clarke-Salter     |
| 15 | Ecuador (bandiera)          | C     | Jefferson Montero      |
| 16 | Inghilterra (bandiera)      | C     | Josh McEachran         |

| N. |                             | Ruolo | Calciatore        |
| -- | --------------------------- | ----- | ----------------- |
| 18 | Svezia (bandiera)           | C     | Kerim Mrabti      |
| 19 | RD del Congo (bandiera)     | C     | Jacques Maghoma   |
| 20 | Inghilterra (bandiera)      | C     | Gary Gardner      |
| 22 | Inghilterra (bandiera)      | C     | Jude Bellingham   |
| 23 | Spagna (bandiera)           | P     | Moha Ramos        |
| 27 | Spagna (bandiera)           | P     | Connal Trueman    |
| 29 | Inghilterra (bandiera)      | D     | Jonathan Grounds  |
| 33 | Mali (bandiera)             | D     | Cheick Keita      |
| 34 | Croazia (bandiera)          | C     | Ivan Šunjić       |
| 40 | Irlanda (bandiera)          | A     | Scott Hogan       |
| 43 | Albania (bandiera)          | D     | Geraldo Bajrami   |
| 44 | Irlanda del Nord (bandiera) | A     | Caolan Boyd-Munce |
| 48 | Inghilterra (bandiera)      | C     | Jack Concannon    |